# Scolitantides coreana
Scolitantides coreana är en fjärilsart som beskrevs av Matsumura 1926. Scolitantides coreana ingår i släktet Scolitantides och familjen juvelvingar. Inga underarter finns listade.